# Шерани (Бихор)
Шерани (рум. Șerani) насеље је у Румунији у округу Бихор у општини Бород. Oпштина се налази на надморској висини од 528 m.

## Становништво
Према подацима из 2002. године у насељу је живело 688 становника.

### Попис2002.
| Расподела становништва по националности 2002.‍ | Расподела становништва по националности 2002.‍ | Расподела становништва по националности 2002.‍ | Расподела становништва по националности 2002.‍ | Расподела становништва по националности 2002.‍ |
| --------------------------------------------- | --------------------------------------------- | --------------------------------------------- | --------------------------------------------- | --------------------------------------------- |
|                                               |                                               |                                               |                                               |                                               |
| Румуни                                        | Румуни                                        |                                               | 131                                           | 19,1%                                         |
| Роми                                          | Роми                                          |                                               | 88                                            | 12,8%                                         |
| Словаци                                       | Словаци                                       |                                               | 468                                           | 68,1%                                         |